# 阿赫特湖
54°04′55″N 10°40′40″E / 54.082001°N 10.677756°E

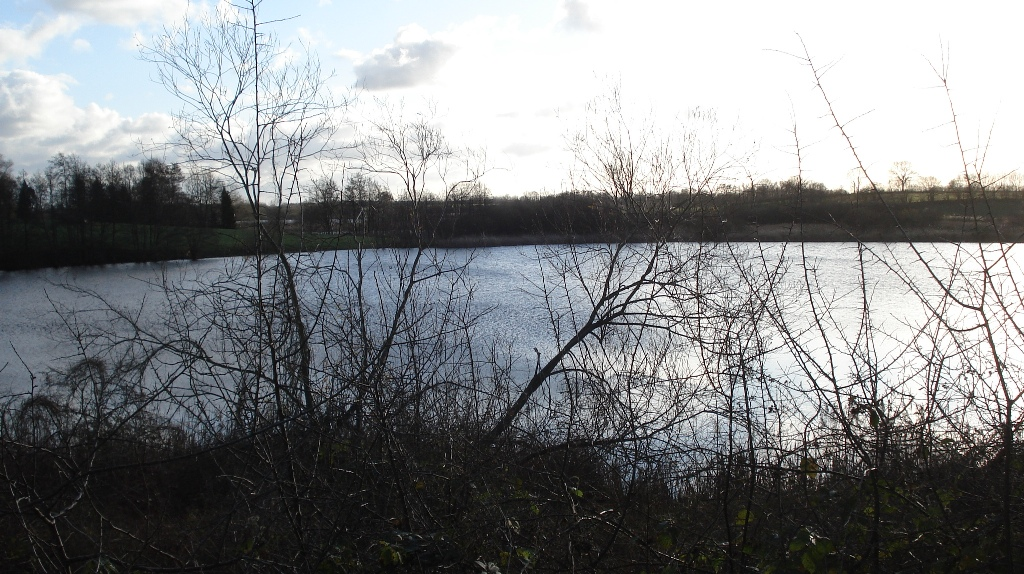

阿赫特湖（德語：Achtersee），是德國的湖泊，位於該國北部石勒蘇益格-荷爾斯泰因州，由東荷爾斯泰因縣負責管轄，面積0.04平方公里，海拔高度22米，平均水深2.9米，最大水深5.1米，水體容量10萬立方米，湖岸線長度0.7公里。